# مارتن لانغ (راكب الكنو)
مارتن لانغ (بالألمانية: Martin Lang)‏ هو راكب الكنو ألماني، ولد في 14 يونيو 1968 في ساربروكن في ألمانيا.

## وصلات خارجية
- مارتن لانغ على موقع أوليمبيديا (الإنجليزية)